# منحنى فيليبس

منحنى قيليبس يوضح العلاقة بين معدل البطالة والتضخم

منحنى فيليبس Phillips curve هو منحنى يبين العلاقة بين البطالة ومعدل التضخم ويبين أن العلاقة عكسية بينهما أي أن معدلات البطالة المنخفضة تعني تضخم عالي. طور هذا المنحنى اقتصادي نيوزيزلندي اسمه ألبان ويليام فيليبس في ورقة نشرت عام 1958 بعنوان ""العلاقة بين البطالة ومعدل الاجور في الاقتصاد المملكة المتحدة 1861-1957"".
وقد طور المنحنى واصبح يستخدم في رسم السياسات الاقتصادية